# Huoshan

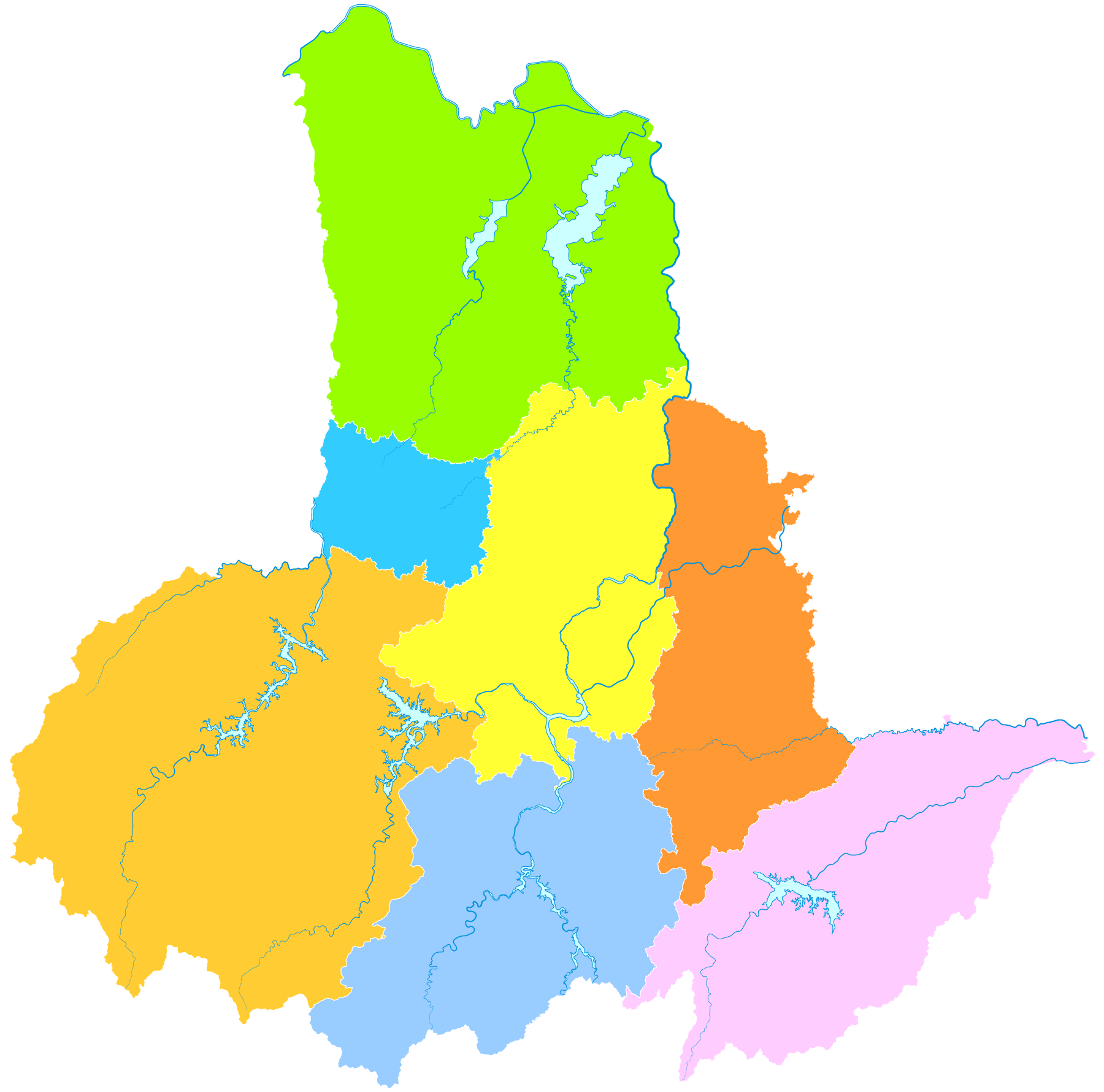
Lage des Kreises Huoshan im Gebiet der bezirksfreien Stadt Lu’an

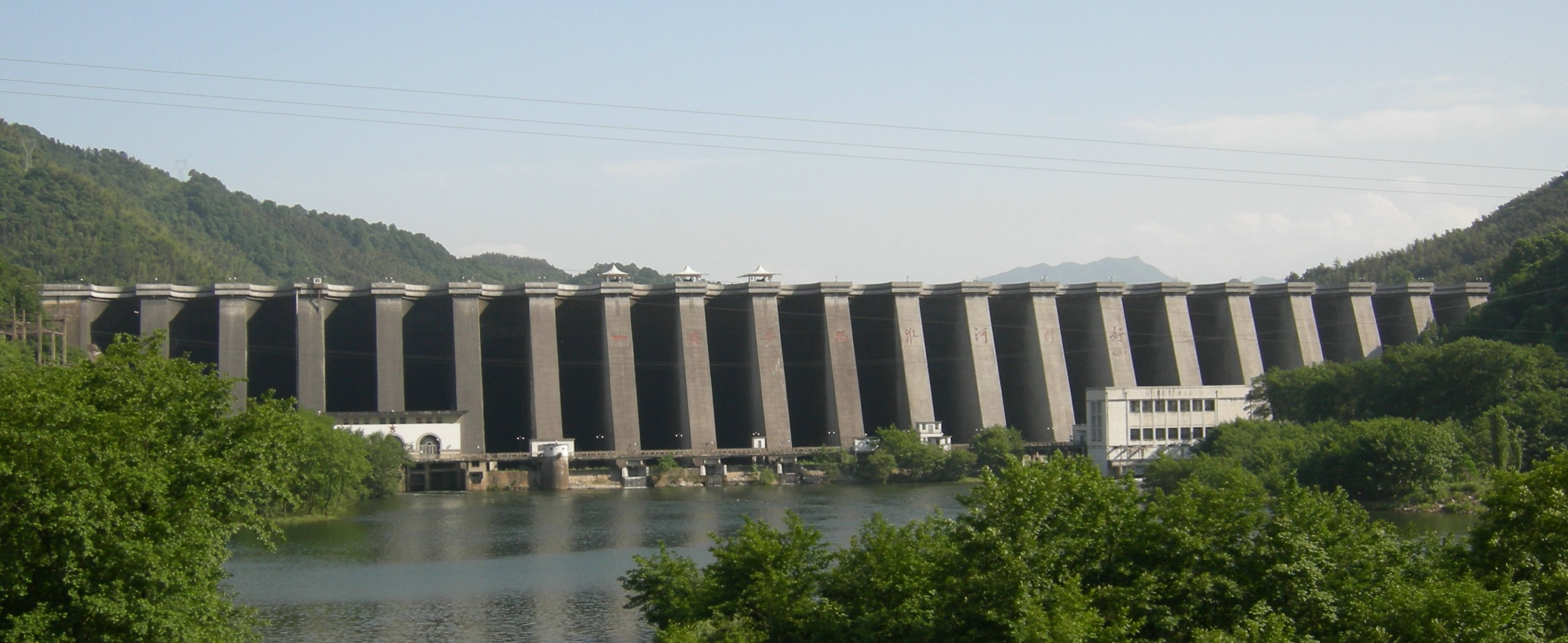
Damm des Foziling-Reservoirs (佛子岭水库) im Kreis Huoshan

Der Kreis Huoshan (霍山县; Pinyin: Huòshān Xiàn) ist ein Kreis in der chinesischen Provinz Anhui. Er gehört zum Verwaltungsgebiet der bezirksfreien Stadt Lu’an. Der Kreis hat eine Fläche von 2.046 Quadratkilometern und zählt 329.000 Einwohner (Stand: Ende 2018).

## Geographie
Houshan liegt vollständig im Dabie Shan im Quellgebiet des Dongpi He, einem Zufluss des Pi He. Die höchste Erhebung ist der Baimajian (白马尖) mit 1774 Metern.

## Wirtschaft
Der Kreis ist zu 75 % mit Wald bedeckt. Mit 30 Quadratkilometern Anbaufläche ist Huoshan ein Vorreitergebiet zum Anbau von Arzneipflanzen (z. B. Gastrodia elata, Lackporlinge (Wolfiporia extensa) oder Eucommia ulmoides) für die chinesischen Medizin. Die Anbaufläche für Tee liegt bei 90 Quadratkilometer. Houshan ist berühmt für die gelbe Teesorte Huoshan Huangye (霍山黄芽). Bambus wird auf 300 Quadratkilometern angebaut; 30 Quadratkilometer nimmt die Anbaufläche für Maulbeerbäume für die Serikultur ein, damit liegt Houshan unter den zehn größten Produzenten von Seide.
Houshan hat drei große Stauseen zur Stromerzeugung: das Foziling-Reservoir (佛子岭水库), dessen Damm als „erster Staudamm Chinas“ bezeichnet wird und damit eine bekannte Touristenattraktion ist, das Mozitan-Reservoir (磨子潭水库) und das Bailianya-Reservoir (白莲崖水库), sowie 73 kleinere Wasserkraftwerke.
Die Nationalstraße 105 verläuft in Nord-Süd-Richtung durch den Kreis.